# Greystoke – Die Legende von Tarzan, Herr der Affen
Greystoke – Die Legende von Tarzan, Herr der Affen ist ein britischer Spielfilm aus dem Jahr 1984 von Regisseur Hugh Hudson. Robert Towne und Michael Austin verfassten das Drehbuch nach den Tarzan-Geschichten von Edgar Rice Burroughs. Hauptdarsteller sind Christopher Lambert in der Titelrolle sowie Ralph Richardson und Ian Holm. Andie MacDowell gab in der Rolle der Jane Porter ihr Leinwanddebüt.

## Handlung
Nach einer kurzen Einleitung der Abfahrt eines viktorianischen Ehepaars aus England und des Schiffbruchs wird gezeigt, wie der Säugling kurz nach dem Tod seiner Mutter von einer Affenmutter geraubt wird. Dabei wird auch der Vater des Kindes von den Affen getötet. Das erste Drittel des Films ist wortlos und zeigt das soziale Leben einer Affenhorde, in der der Heranwachsende lebt und mit der er den Gefahren des Urwalds mit Raubtieren und Jägern entgegentreten muss.
Als junger Erwachsener rettet er den durch Pfeile verwundeten belgischen Forscher Phillippe D’Arnot. Dessen britische Expedition war von Eingeborenen überfallen worden, wobei er als Einziger schwer verletzt entkommen konnte. D’Arnot findet in dem verfallenen Baumhaus von Tarzans Eltern eine Familienbibel und wird sich über dessen Herkunft bewusst. Er bringt ihm die menschliche Sprache bei, klärt Tarzan über seine Abstammung auf und bringt ihn zu seinem Großvater nach England.
Die Figur der Jane taucht erst im zweiten Teil des Filmes, bei der Rückankunft auf dem familiären Anwesen der Greystokes, auf. Obwohl sich alle bemühen, fühlt sich der junge Mann nie ganz wohl mit den Umgangsregeln der Gesellschaft des damaligen Englands, die er eher imitiert als verinnerlicht. Im Gegenteil ist ihm die vorherrschende Dekadenz unerträglich: Er gerät sogar immer wieder in Konflikt mit der Gesellschaft. Als er und die schöne Jane sich ineinander verlieben, scheint es fast, als würde er sein neues Leben akzeptieren.
Als sein Großvater stirbt und er dessen gesellschaftliche Rolle einnehmen soll, bekommt er die Aufgabe, eine neue Museumsabteilung einzuweihen. Er erträgt dort jedoch den Anblick der vielen ausgestopften Tiere nicht, läuft alleine in nicht öffentliche Bereiche und entdeckt im Präparationsraum einige lebende Affen, unter denen sich obendrein sein Affenvater befindet. Er verfällt in seine frühere Mentalität, befreit ihn und versucht, ihn zu retten. Als man den Affen gezielt erschießt, entschließt er sich in den Dschungel zurückzukehren. Von D’Arnot und Jane begleitet, kann er dem Anblick der afrikanischen Wildnis nicht widerstehen und rennt hinein. Die beiden sehen zu, wie er sich die Kleider vom Leib reißt und in der Ferne verschwindet.

## Hintergrund
Der Film beschreibt das Schicksal des jungen schottischen Adligen John Clayton, der von Affen im afrikanischen Dschungel aufgezogen wurde und als erwachsener Mann in die britische Zivilisation gebracht wird, um sein Erbe anzutreten. Er scheitert jedoch am Unverständnis, das ihm, dem vermeintlichen Wilden, von der Gesellschaft entgegengebracht wird, an den Schwierigkeiten, sich den zivilisierten Gepflogenheiten anzupassen, und an seinem Unvermögen, die Grausamkeiten hinzunehmen, die seinen tierischen „Verwandten“ in Zoos und Museen angetan werden. So kehrt er, den auch die zart aufkeimende Liebe zu der jungen Jane Porter und die Freundschaft zu seinem Entdecker und Mentor Phillippe D’Arnot nicht zurückhalten können, in den Dschungel zurück.
Wurde der Stoff auch schon in zahlreichen Filmen auf die Leinwand gebracht, so präsentiert Greystoke die alte Geschichte in einem deutlich düstereren und dramatischeren Gewand als seine Vorgänger. So wurde der Film, als er seinerzeit in die Kinos kam, mit der Zeile „Tarzan, wie er wirklich war“ beworben.
Die Produzenten entschieden, Andie MacDowell von Glenn Close synchronisieren zu lassen, weil ihr Südstaatenakzent nicht zu der britischen Aristokratin passte, die sie verkörperte.

## Drehorte
Als Familiensitz der schottischen Earls of Greystoke diente das Schloss Floors Castle in Kelso, das Anwesen der Dukes of Roxburghe. Für die Innenaufnahmen diente zudem das Hatfield House in Hatfield. Die Dschungelszenen wurden in der Republik Kamerun aufgenommen, unter anderem an den Ekom-Wasserfällen im Korup-Nationalpark.

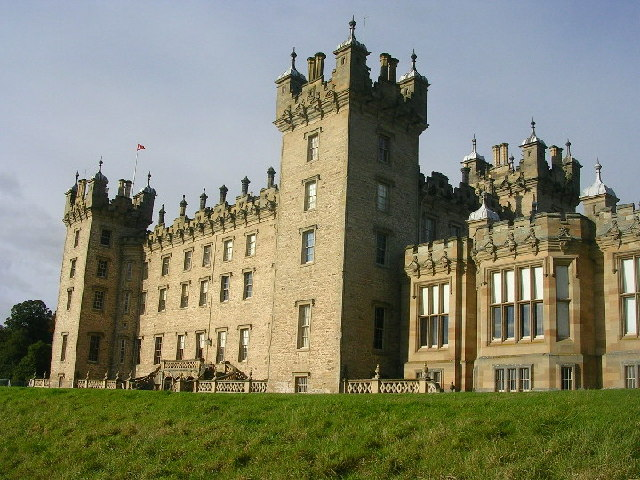
Floors Castle in Kelso
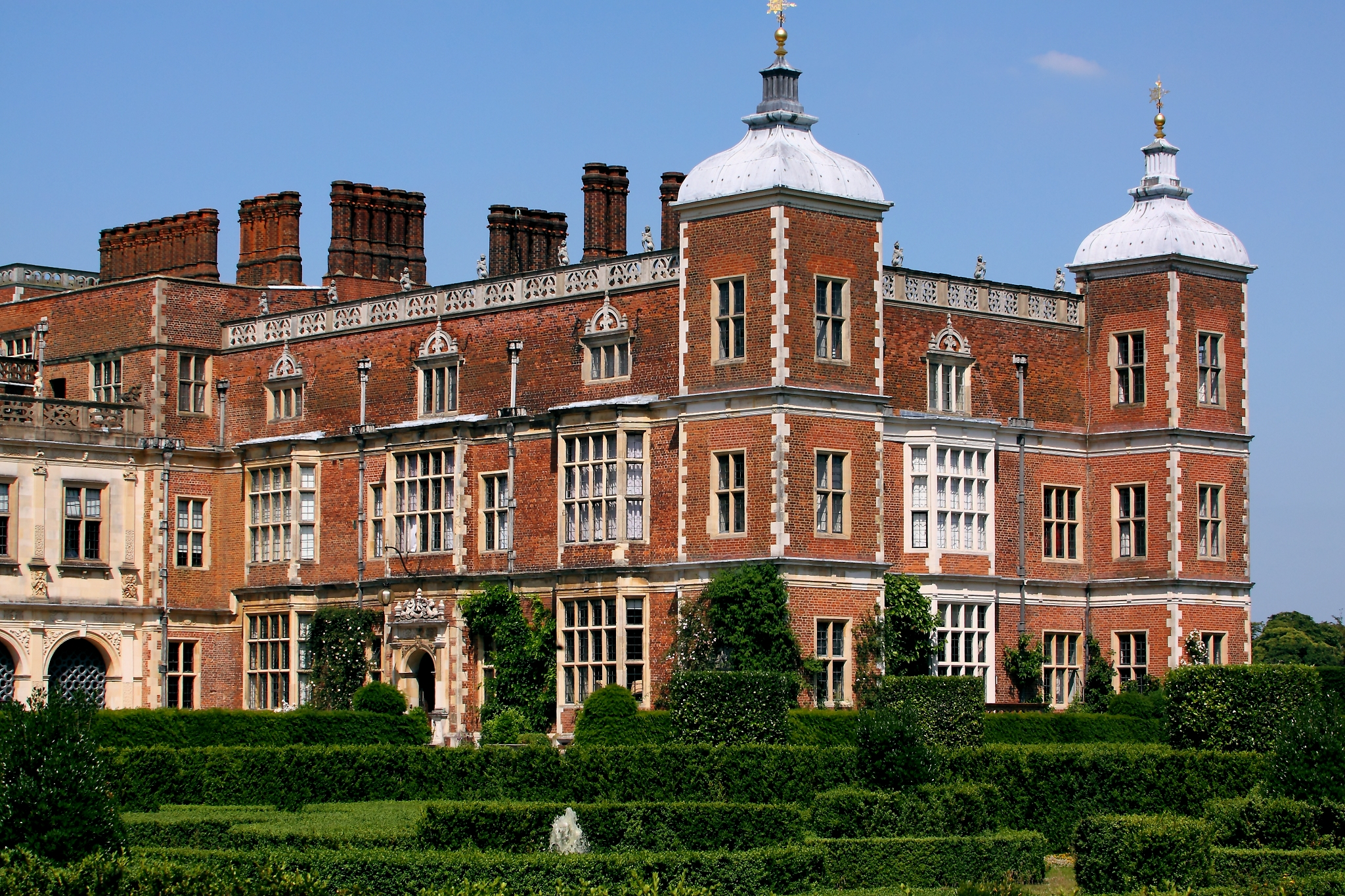
Hatfield House 2013
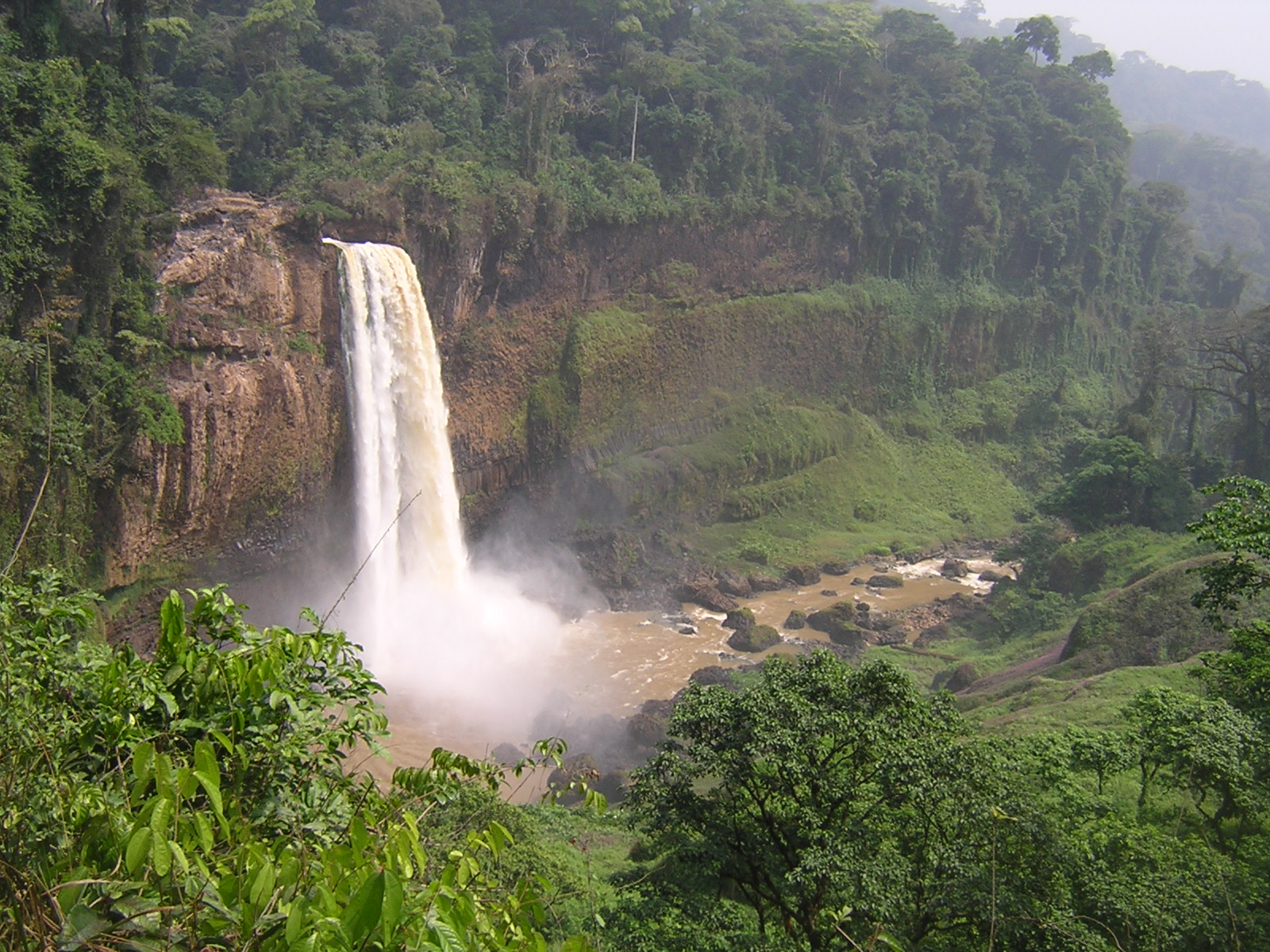
Wasserfälle von Ekom Nkam

## Kritiken
Greystoke erhielt ein eher gutes Presseecho, was sich auch in den Auswertungen US-amerikanischer Aggregatoren widerspiegelt. So erfasst Rotten Tomatoes überwiegend positive Besprechungen und ordnet den Film dementsprechend als „Frisch“ ein. Laut Metacritic fallen die Bewertungen im Mittel „Grundsätzlich Wohlwollend“ aus. Es folgen einige repräsentative Pressestimmen:

„Hinreißend fotografierte und gespielte Abwandlung des Kino-Mythos ohne die verspielt-beschönigenden Effekte seiner Vorgänger, engagiert realistisch sowohl in den Dschungel-Szenen als auch in der Darstellung der britischen Adelsgesellschaft.“

„Es sind die Zivilisationsmüdigkeit, der Zorn über den hybriden menschlichen Umgang mit der Natur, die in dem Film in atmosphärisch eindringlichen Szenen beschworen werden. Tarzan, das ist hier ein Wesen, das die Natur zu sich zurücknimmt, als Kreatur wieder aufnimmt: Rückkehr eines verlorenen Sohnes. Nicht auf den Kraftprotz und Tausendsassa Tarzan legt der Film Wert – der kommt so gut wie nicht vor.“

## Auszeichnungen
Der Film war in drei Kategorien für den Oscar nominiert:
- Beste männliche Nebenrolle: Ralph Richardson,
- Bestes Make-up: Rick Baker, Paul Engelen,
- Bestes adaptiertes Drehbuch: Robert Towne, Michael Austin.

Er gewann den britischen BAFTA Award für
- Beste Make-up-Künstler: Paul Engelen, Peter Frampton, Rick Baker, Joan Hills.

BAFTA-nominiert war er außerdem für
- Beste Kamera: John Alcott,
- Bestes Produktionsdesign/Ausstattung: Stuart Craig,
- Bester Ton: Ivan Sharrock, Gordon K. McCallum, Les Wiggins, Roy Baker,
- Beste männliche Nebenrolle: Ian Holm ex aequo mit Ralph Richardson.

Weiterhin nominiert war er für den französischen César in der Kategorie
- Bester ausländischer Film: Hugh Hudson.

Er gewann den Preis der New Yorker Filmkritik für die
- Beste männliche Nebenrolle: Ralph Richardson

Nominiert war er außerdem von der Writers Guild of America für das
- Beste adaptierte Drehbuch: Robert Towne, Michael Austin

von der British Society of Cinematographers (B.S.C.) für die
- Beste Kamera: John Alcott

und für den Saturn Award der US-amerikanischen Academy of Science Fiction, Fantasy & Horror Films in den Kategorien
- Bester Fantasy-Film
- Beste Kostüme: John Mollo.